# العلاقات القطرية اللاتفية
العلاقات القطرية اللاتفية هي العلاقات الثنائية التي تجمع بين قطر ولاتفيا.

## مقارنة بين البلدين
هذه مقارنة عامة ومرجعية للدولتين:
| وجه المقارنة                                              | قطر           | لاتفيا                                             |
| --------------------------------------------------------- | ------------- | -------------------------------------------------- |
| المساحة (كم2)                                             | 11.44 ألف     | 64.59 ألف                                          |
| عدد السكان (نسمة)                                         | 2.64 مليون    | 1.93 مليون                                         |
| الكثافة السكانية (ن./كم²)                                 | 230.77        | 29.88                                              |
| العاصمة                                                   | الدوحة        | ريغا                                               |
| اللغة الرسمية                                             | اللغة العربية | اللغة اللاتفية                                     |
| العملة                                                    | ريال قطري     | يورو، لاتس لاتفي، الروبل اللاتفي ‏، الروبل اللاتفي ‏ |
| الناتج المحلي الإجمالي (بليون دولار)                      | 167.61 مليار  | 30.26 مليار                                        |
| الناتج المحلي الإجمالي (تعادل القوة الشرائية) بليون دولار | 316.40 مليار  | 49.24 مليار                                        |
| الناتج المحلي الإجمالي الاسمي للفرد دولار أمريكي          | 73.65 ألف     | 14.06 ألف                                          |
| الناتج المحلي الإجمالي للفرد دولار أمريكي                 | 141.54 ألف    | 23.55 ألف                                          |
| مؤشر التنمية البشرية                                      | 0.850         | 0.819                                              |
| رمز المكالمات الدولي                                      | +974          | +371                                               |
| رمز الإنترنت                                              | .qa           | .lv                                                |
| المنطقة الزمنية                                           | ت ع م+03:00   | ت ع م+02:00، ت ع م+03:00، أوروبا/ريغا ‏             |

## منظمات دولية مشتركة
يشترك البلدان في عضوية مجموعة من المنظمات الدولية، منها:
| علم المنظمة | اسم المنظمة                               | تاريخ انضمام قطر | تاريخ انضمام لاتفيا |
| ----------- | ----------------------------------------- | ---------------- | ------------------- |
|             | يونسكو                                    | 27 يناير 1972    | 9 يوليو 1951        |
|             | وكالة ضمان الاستثمار متعدد الأطراف        | 22 أكتوبر 1996   | 21 أغسطس 1998       |
|             | الأمم المتحدة                             | 21 سبتمبر 1971   | 17 سبتمبر 1991      |
|             | الاتحاد البريدي العالمي                   | ?                | ?                   |
|             | البنك الدولي للإنشاء والتعمير             | 25 سبتمبر 1972   | 11 أغسطس 1992       |
|             | المنظمة الهيدروغرافية الدولية             | ?                | ?                   |
|             | الاتحاد الدولي للاتصالات                  | 27 مارس 1973     | 11 ديسمبر 1921      |
|             | منظمة حظر الأسلحة الكيميائية              | ?                | ?                   |
|             | مؤسسة التمويل الدولية                     | 11 أكتوبر 2008   | 29 سبتمبر 1993      |
|             | المركز الدولي لتسوية المنازعات الاستشارية | 20 يناير 2011    | 7 سبتمبر 1997       |
|             | منظمة التجارة العالمية                    | ?                | 1999                |
|             | منظمة الشرطة الجنائية الدولية             | ?                | ?                   |

## وصلات خارجية
- موقع وزارة الخارجية القطرية
- موقع وزارة الخارجية اللاتفية